# A hatalom árnyékában
A hatalom árnyékában (eredeti cím: The Ides of March, am. Március idusa) 2011-ben bemutatott amerikai politikai bűnügyi film, melynek rendezője, forgatókönyve, producere és főszereplője George Clooney. A forgatókönyv Beau Willimon Farragut North című dráma alapján készült. Egyéb fontosabb szerepekben Ryan Gosling, Philip Seymour Hoffman, Paul Giamatti, Marisa Tomei, Jeffrey Wright és Evan Rachel Wood tűnik fel. 
A 68. Velencei Nemzetközi Filmfesztivál nyitó filmje volt.

## Cselekmény
|  | Alább a cselekmény részletei következnek! |

Stephen Meyers (Ryan Gosling) a fiatal idealista kampánystratéga, és főnöke, az idősebb és sokat tapasztalt Paul Zara (Philip Seymour Hoffman) tanácsadóként segíti Mike Morris-nak (George Clooney), Pennsylvania állam társadalmi reformokat ígérő demokrata kormányzójának a munkáját. A fiatalabbik tanácsadó hisz a jó politikában, a társadalom javíthatóságában, ezért csatlakozott a kormányzó csapatához, az idősebbik viszont csak egy kemény munkának tekinti a politika hátterében folytatott, marketingen és információs hadviselésen alapuló versenyt. 
Éppen Ohio-ban kampányolnak, hogy megnyerjék a demokrata párti elnökjelöltségért folyó helyi előválasztást. Már csak két jelölt maradt: Morris kormányzó és ellenfele, az arkansasi szenátor, Ted Pullman, akinek kampányfőnöke Tom Duffy (Paul Giamatti). Mindkét tábor már kiesett és nem túl szimpatikus észak-carolinai demokrata szenátor, Franklin Thompson (Jeffrey Wright) döntő támogatását szeretné megszerezni, aki 356 kongresszusi küldött felett rendelkezik. Meyers kapcsolatot létesít egy fiatal gyakornoklánnyal, Molly-val (Evan Rachel Wood). 
Meyerst váratlanul beszélgetésre hívja Duffy. A fiatal tanácsadó eleget tesz a meghívásnak, amit először eltitkol főnöke elől, majd később mégis bevallja neki. Közben Meyers rájön, hogy Mollynak nem csak ő a szeretője, hanem a kormányzó is. Molly teherbe esett a kormányzótól, és emiatt abortuszra ment. Meyers munkájában növekednek a gondok: Ida (Marisa Tomei), az újságírónő is beszámol a sajtóban a titkos találkozásról. Zara bizalomvesztés miatt kirúgja állásából Meyers-t: szerinte az ellenfél kampányfőnökével való titkos találkozó hűtlenségre és megbízhatatlanságra vall. Duffy is elzárkózik attól, hogy munkát adjon neki, és bevallja, hogy eleve a zavarkeltés volt a célja a meghívással. Közben Molly öngyilkos lett, mert azt hitte, hogy Meyers az elbocsátása miatti bosszúból feldobja a történetét a sajtónak. 
Meyers viszont inkább megzsarolja a kormányzót, mondván, ha napvilágra kerül a gyakornoklánnyal való szexuális kapcsolata, akkor nem fogja megnyerni a demokrata előválasztást, ami szerinte a republikánus jelölt népszerűtlensége miatt gyakorlatilag már az elnöki székért folyik. A hallgatásért cserébe volt főnöke, Zara menesztését és annak kampányfőnöki helyét követeli. A kormányzó belemegy az alkuba: Meyers megkapja az állást és megszerzi Thompson szenátor –  és delegátusai – támogatását is azzal, hogy a leendő kormányban egy miniszteri széket ígér neki. A film végén Meyers az immár biztosra vehető győzelem tudatában készül egy újabb kampányrendezvényre, de a sikernek az erkölcsi elvek feladása és egy lány halála volt az ára – mind Meyers, mind a kormányzó esetében. 
|  | Itt a vége a cselekmény részletezésének! |

## Szereplők
| Színész                | Szerep                | Magyar hang        |
| ---------------------- | --------------------- | ------------------ |
| Ryan Gosling           | Stephen Meyers        | Zámbori Soma       |
| George Clooney         | Mike Morris kormányzó | Mihályi Győző      |
| Philip Seymour Hoffman | Paul Zara             | Földi Tamás        |
| Evan Rachel Wood       | Molly                 | Bogdányi Titanilla |
| Paul Giamatti          | Tom Duffy             | Kerekes József     |
| Marisa Tomei           | Ida Horowicz          | Németh Borbála     |
| Jeffrey Wright         | Thompson szenátor     | Sótonyi Gábor      |